# Franz Heinrich Ludolf Ahrens
Franz Heinrich Ludolf Ahrens (Helmstedt, 6 de junio de 1809-Hannover, 25 de septiembre de 1881) fue un filólogo alemán.

## Biografía
Nacido el 6 de junio de 1809 en Helmstedt. Después de estudiar en la Universidad de Gotinga, desde 1826 a 1829, bajo la tutela de Otfried Müller y Georg Ludolf Dissen, trabajó como maestro en la Pädagogium en Ilfeld desde 1831. 
En 1845, fue nombrado director del colegio secundario en Lingen, y en 1849 sucedió a Grotefend como director del Liceo de Hanover, cargo que ocupó exitosamente por treinta años. Murió el 25 de septiembre de 1825.

### Obras
Su obra más importante fue De Graecae Linguae Dialectis (1839-1843), un estudio sobre los dialectos eólico y dórico que se convirtió en un tratado estándar sobre esta área de estudio. También publicó Bucolicorum Graecorum Reliquiae (1855-1859); estudios sobre los dialectos de Homero y la poesía lírica griega; acerca de Esquilo, y algunos excelentes libros de ejercicios. Un volumen de sus trabajos infantiles, editado por Carl Ernst Christian Häberlin, se publicó en 1891, que también contiene una lista completa de sus escritos.